# Cymbacha cerea
Cymbacha cerea là một loài nhện trong họ Thomisidae.
Loài này thuộc chi Cymbacha. Cymbacha cerea được Ludwig Carl Christian Koch miêu tả năm 1876.